# 船橋市立高郷小学校
船橋市立高郷小学校（ふなばししりつ たかさとしょうがっこう）は、千葉県船橋市西習志野一丁目にある公立小学校。

## 概要
高根台第一小学校、第二小学校、薬円台小学校児童の一部の合併により高郷小学校を開校する。
その後、 1972年（昭和47年）3月31日に高根東小学校新設に伴い120名が転出する。1977年（昭和52年）3月31日に芝山東小学校新設に伴い80名が転出、1980年（昭和55年）4月5日に学区変更に伴い、高根台7丁目の児童4名が高根台第三小学校に転出した。
学校は、新京成電鉄北習志野駅から西に直線距離で約550メートル、高根木戸駅から南に直線距離で約550メートルに位置しており、周辺は閑静な住宅街である。

## 沿革
出典
- 1968年（昭和43年）
  - 4月1日 - 学区習志野台1丁目、飯山満町3丁目の内、船橋市立高根台第一、第二小学校、薬円台小学校児童の一部の合併により船橋市立高郷小学校を船橋市習志野台1丁目863番地に設置。
  - 4月4日 - 船橋市立高根台第一小学校、第二小学校、薬円台小学校の児童受入式
  - 4月5日 - 開校式、始業式（職員　校長他17名、児童246名 6学級（2年以上））、普通教室10　特別教室3　管理関係室8　給食室1　校地面積15,730ｍ2
- 1969年（昭和44年）
  - 1月31日 - 音楽室、理科室増築工事完了
  - 9月28日 - 校旗制定
- 1970年（昭和45年）7月25日 - プール完成落成式
- 1971年（昭和46年）1月31日 - 第4期工事完了（普通教室9　準備室3（822ｍ2））
- 1972年（昭和47年）3月31日 - 高根東小学校新設に伴い120名転出
- 1973年（昭和48年）8月22日 - 第5期増築工事完了（普通教室8）
- 1975年（昭和50年）12月3日 - 第6期増築工事完了(4階普通教室3）
- 1977年（昭和52年）
  - 1月31日 - 体育館完成
  - 3月31日 - 芝山東小学校新設に伴い80名転出
- 1980年（昭和55年）4月5日 - 学区変更に伴い、高根台7丁目の児童4名が高根台第三小学校に転出
- 1982年（昭和57年）7月9日 - 裏門設置
- 1986年（昭和61年）2月10日 - 体育館外壁塗装工事完了
- 1988年（昭和63年）3月15日 - 屋外体育倉庫、外便所新設改修工事完了
- 1993年（平成5年）2月11日 - 校庭改修工事
- 1994年（平成6年）12月27日 - コンピュータ教室完成
- 1997年（平成9年）7月28日 - 図書室窓改修工事完了
- 2002年（平成14年）10月4日 - 体育館外壁工事完了
- 2012年（平成24年）2月28日 - 校舎空調工事完了
- 2013年（平成25年）
  - 2月28日 - 体育館耐震工事完了
  - 12月27日 - 東校舎耐震工事完了
- 2014年（平成26年）12月26日- 西校舎耐震工事完了
- 2018年（平成30年）6月23日 - 創立50周年記念式典（記念誌発行）
- 2019年（平成31年）2月28日 - 給食室改修工事完了
- 2020年（令和2年）3月12日 - プール改修工事完了
- 2021年（令和3年）1月6日 - トイレ改修工事完了

## 通学区域
- 西習志野（1丁目、2丁目、3丁目1番から34番）、芝山（6丁目1番13号、2番から21番、22番1号・2号、23番から62番、7丁目(1番を除)）[2]